# پوکارانی (کوچابامبا)
پوکارانی (انگلیسی: Pukarani) یک قله‌ی ۴٬۱۶۴ متری در کوه‌های آند در بولیوی است.